# Inanidrilus aduncosetis
Inanidrilus aduncosetis är en ringmaskart som beskrevs av Erséus 1984. Inanidrilus aduncosetis ingår i släktet Inanidrilus och familjen glattmaskar. Inga underarter finns listade i Catalogue of Life.